# Serrat de Sant Joan (Pinell de Solsonès)
|  | Aquest article tracta sobre la serra de Pinell de Solsonès. Vegeu-ne altres significats a «Serrat de Sant Joan». |

El Serrat de Sant Joan és una serra situada al municipi de Pinell de Solsonès (Solsonès), amb una elevació màxima de 651 metres.